# Puerto Santander (Amazonas)
Puerto Santander ist ein nicht-kommunalisiertes Gebiet im Departement Amazonas in Kolumbien. Es hat 2373 Einwohner. Es liegt auf 99 m über dem Meeresspiegel.

## Geografie
Puerto Santander grenzt im Süden an das nicht-kommunalisierte Gebiet Puerto Arica, im Norden an das nicht-kommunalisierte Gebiet Mirití-Paraná und das Departement Caquetá; im Westen an das nicht-kommunalisierte Gebiet La Chorrera.

## Infrastruktur
Flughafen Araracuara und Schifffahrt auf den Flüssen Río Caquetá und Río Yarí.